# Старки Тайгретт, Морин
Мори́н Ста́рки Та́йгретт (англ. Maureen Starkey Tigrett ), в первом браке Ста́рки (англ. Starkey), урождённая Мэ́ри Кокс (англ. Mary Cox; 4 августа 1946, Ливерпуль, Англия, Великобритания — 30 декабря 1994, Сиэтл, Вашингтон, США) — американский парикмахер, маникюрша, бывшая жена барабанщика «The Beatles» Ринго Старра и мать его троих детей.

## Биография

### Ранние годы
Мэри Кокс родилась 4 августа 1946 года в Ливерпуле (Англия, Великобритания) в семье Джозефа Кокс и Флоренс Кокс (девичья фамилия — Барретт, англ. Barrett). Мэри была единственным ребёнком в семье. В возрасте четырнадцати лет она покинула школу-монастырь, сменила своё имя с Мэри на Морин и начала работать парикмахером и маникюршей в  Ливерпуле.

### Ринго Старр
Пятнадцатилетняя Мэри регулярно ходила в Cavern Club и вспоминала длинные очереди и конкуренцию между поклонниками The Beatles: «Я никогда не стояла в очереди за два или три часа до её открытия, так как это меня пугало. Бывали драки среди девочек, когда двери открывались». Однажды она поцеловала Пола Маккартни на спор, но ей нравился Ринго. Она взяла у него автограф, но Старр не замечал её ещё долгое время. Позже он признался, что не помнит их первой встречи, так как и другие поклонницы делали то же самое. Позже она всегда называла его «Ричи», так как его настоящее имя Ричард Старки.
На выступлениях The Beatles бывали драки между фанатами, которые боролись за внимание участников группы. Морин грозила опасность, когда некоторые из поклонниц поняли, что она встречается с Ринго Старром. Её лицо сильно исцарапала одна поклонница 14 февраля 1963 года, пока Морин ждала Старра в машине. Девушка как-то сказала: «Я должна была быть осторожной, потому что поклонницы легко могли меня убить». Позже она вынуждена была прекратить работу парикмахера из-за продолжающихся угроз со стороны поклонниц.
В сентябре 1963 года Кокс с разрешения родителей отправилась в Грецию со Старром, Маккартни и Джейн Эшер. Это был последний спокойный отпуск группы до начала битломании. 3 июня 1964 года, накануне международного турне, Старр тяжело заболел. С высокой температурой и тонзиллитом он был доставлен в больницу. Кокс приходила в больницу каждый день, чтобы помочь Ринго поправиться, приносила ему мороженое, а после его выздоровления они официально стали парой.
20 января 1965 года Ринго сделал предложение Морин. Они поженились в Лондоне 11 февраля 1965 года. К тому времени она уже была беременна. Ей было 18 лет.
Первый сын — Зак Старки родился 13 сентября 1965 года в роддоме королевы Шарлотты. Ринго сказал, что его сын был «немного сногсшибательным», и сказал: «Я не позволю Заку стать барабанщиком».
Второй сын — Джейсон Старки родился 18 августа 1967 года
Дочь — Ли Старки родилась 11 ноября 1970 года.
Старки жили в Монтегю-сквере, 34 (Марилебон), когда Брайан Эпстайн предложил, чтобы члены группы переехали в дома рядом с его, в Эшер.
Леннон купил дом под названием «Кенвуд», Харрисон купил «Кинфаунс» по соседству с Эшер, и год спустя Старки купили «Солнечный Хайтс» на Саут-роуд. Кену Партриджу было предложено переделать интерьер дома, включая частный паб над гаражом под названием «Летящая корова», в котором был зеркальный бар, бильярд, музыкальный автомат и портрет Леннона и Маккартни на стене.
25 апреля 1969 года они продали Солнечный Хайтс и купили особняк шестнадцатого века в Элстеде.
18 сентября 1973 года они купили «Титтенхёрст-парк», бывший дом Леннона.
Морин дружила с Синтией Леннон и Патти Харрисон, они часто ездили вместе в отпуск, ходили по магазинам и праздновали Рождество. Старр обещал, что создаст парикмахерский бизнес для своей жены, но идея была отложена, так как она занималась детьми.
Она пела бэк-вокал на «The Continuing Story of Bungalow Bill» и вместе с Йоко Оно присутствовала на крыше на концерте в 1969 году. Можно услышать, как Маккартни говорит «Спасибо, Мо» за аплодисменты после окончательного исполнения «Get Back».
Фрэнк Синатра в 1968 году записал специальную версию своей ранее выпущенной песни «Леди Бродяга» на день рождения Морин.
Старки присутствовали на концерте Синатры в Лондоне 8 мая 1970 года.

### 1971—1975
Когда The Beatles распались в 1970 году, начал распадаться и их брак; причинами тому служили участившиеся измены Старра, а также его алкоголизм. В течение этого времени она оставалась частью жизни Ринго, несмотря на то, что их брак был весьма напряжённым. В этом поучаствовал и Джордж Харрисон — во время одного из визитов четы Харрисон к Старки он публично признался Морин в любви, а впоследствии жена Харрисона Патти застукала их в кровати.
17 июля 1975 года их развод был завершён. Ринго согласился отдать своей бывшей жене опеку над детьми и 70 000 фунтов стерлингов в год на необходимые платежи.

### Жизнь после развода
В Монако 27 мая 1989 года Морин вышла замуж за бизнесмена Айзека Тайгретта (род. 1947), который известен как основатель Hard Rock Cafe. Ещё до вступления в брак — 4 января 1987 года — в Далласе (штат Техас) у них родилась дочь Августа Тайгретт.

### Смерть
Морин скончалась после продолжительной борьбы с лейкемией 30 декабря 1994 года у себя дома в Сиэтле в присутствии супруга и детей. Ей было 48 лет. После её смерти Маккартни в память о ней написал песню «Little Willow».